# Pedrão (Zé Carioca)
Pedrão Feijoada ou Pedro Silva dos Santos é um personagem de história em quadrinhos da Disney. Participa do universo do Zé Carioca, onde é um dos personagens de maior destaque, Pedrão é um cão antropomorfizado de pele negra, Pedrão é desenhado no estilo dog nose (nariz de cachorro em português), popularizado pelo quadrinista americano Carl Barks nas histórias de Pato Donald e Tio Patinhas.
O personagem foi criado em 1973 por Ivan Saidenberg (roteiro) e Renato Canini (desenho) na história Resultado "Chutado", publicada em Zé Carioca 1107.
Antes de Pedrão, houve um personagem chamado Feijoada  criado por Cláudio de Souza (roteiro) e Jorge Kato (desenhos) para a história "O Pandeiro Mágico" da revista Zé Carioca #523 e que nunca mais foi utilizado. Pedrão era desenhado com características blackface, mas sofreu um redesign na década de 1980.
Pedrão é, dentre os melhores amigos do Zé Carioca, aquele que é vítima de seus golpes mais vezes (sempre cai fácil na lábia do papagaio), e também o que tem menos paciência com ele. Grandalhão, é comum vê-lo perseguindo o Zé para arrancar suas penas ao final das histórias. Tem temperamento explosivo, não é muito inteligente, porém Pedrão sempre demonstra bom coração e lealdade aos seus amigos.
Um dos grandes motivos para os frequentes golpes do Zé Carioca contra ele, sempre ajudado pelo Nestor, é que em seu quintal cultiva jacas muito apreciada pelos seus dois amigos, e tem muito ciúmes delas.
Outra características marcantes do personagens são: é sócio da Unidos de Vila Xurupita e do Vila Xurupita Futebol Clube; faz a melhor feijoada de todas; tem ciúmes de sua bicicleta de estimação, a Marieta.
Seu alter-ego em histórias esporádicas é o Capitão Porreta, capoeirista mascarado que conta com um ajudante (o Afonsinho).